# 兩白山地
兩白山地（日语：／ Ryōhaku sanchi */?）是一個橫跨日本岐阜縣、富山縣、石川縣、福井縣及滋賀縣的山地區域。又稱加濃越山地。可分為以白山為主峰的加越山地和以能鄉白山為主峰的越美山地。「兩白」一名於代表兩座山地的白山。兩處山地的分界線是九頭龍川。
白山周邊的加越山地主要山岳現指定為白山國立公園。

## 概要
兩白山地是2,000公尺山峰最西端，因此也是許多高山植物的生長西界。另外本地有規模次於白神山地的山毛櫸原生林，千振尾根（チブリ尾根）與千丈平有許多山毛櫸巨木。

## 加越山地
橫跨北部加賀（石川縣）、越前（福井縣）、富山縣及岐阜縣的山地。也稱加賀越前山地、白山山地。笈岳是岐阜、富山、石川三縣交界，三之峰是岐阜、石川、福井三縣交界。兩白山地最高峰為白山。

### 主要山岳

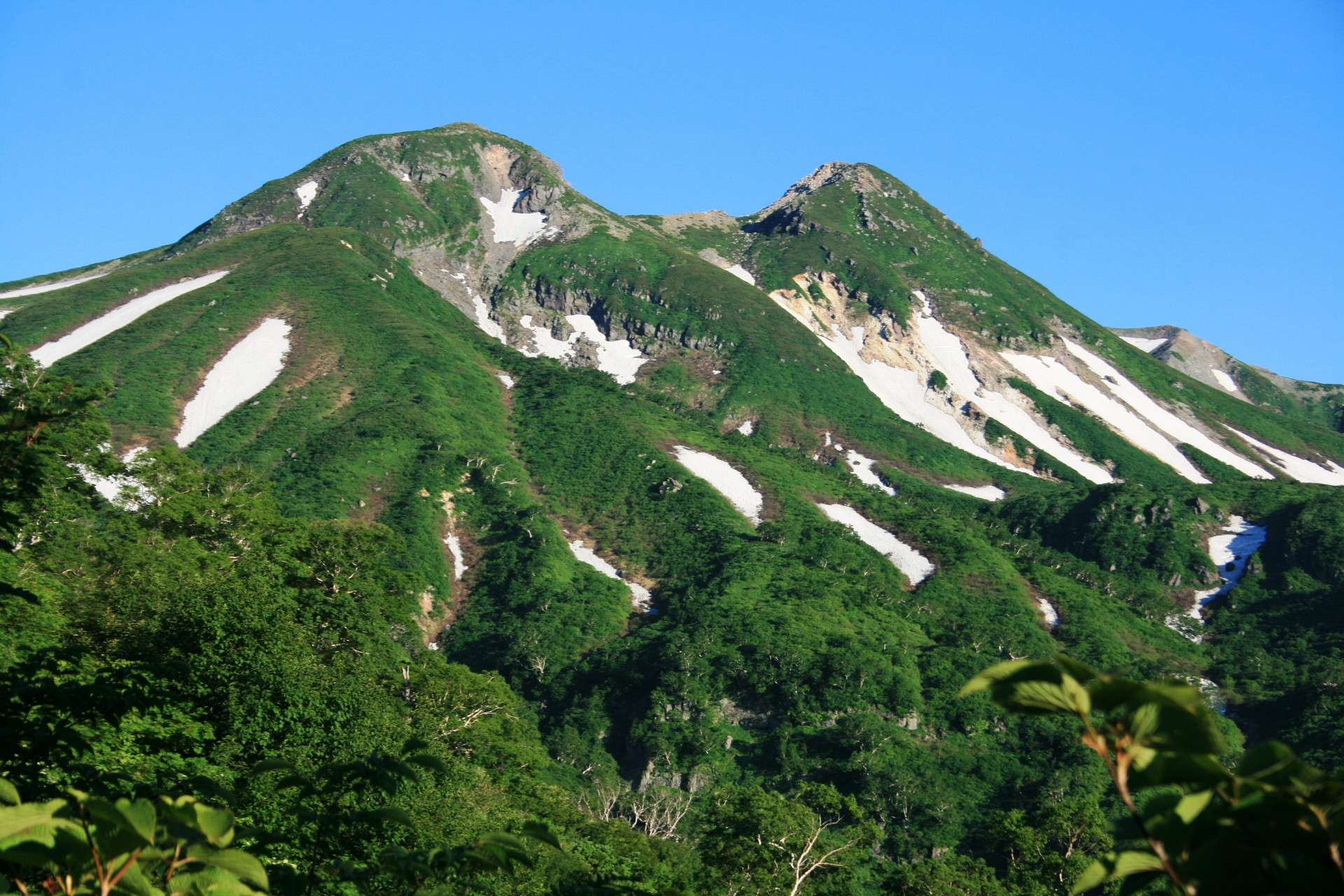
兩白山地主峰白山

| 山容 | 山名     | 標高 （m） | 三角點等級與 基準點名 | 白山的 方位與距離（km） | 備註                      |
| ---- | -------- | ---------- | --------------------- | ----------------------- | ------------------------- |
|      | 醫王山   | 939.07     | 一等「醫王山」        | 39.7                    | 日本三百名山              |
|      | 大門山   | 1,571.66   | 三等「大門山」        | 23.5                    | 日本三百名山              |
|      | 見越山   | 1,621      |                       | 21.6                    |                           |
|      | 奈良岳   | 1,644.35   | 三等「三方山」        | 20.8                    |                           |
|      | 大笠山   | 1,821.80   | 一等「大笠山」        | 18.4                    | 日本三百名山              |
|      | 笈岳     | 1,841.28   | 三等「笈岳」          | 16.0                    | 日本二百名山              |
|      | 三方岩岳 | 1,736      |                       | 13.2                    | 日本三百名山              |
|      | 白山     | 2,702.14   | 一等「白山」          | 0                       | 兩白山地最高峰 日本百名山 |
|      | 別山     | 2,399.31   | 二等「別山」          | 5.6                     | 別山神社                  |
|      | 三之峰   | 2,128      |                       | 7.5                     | 三ノ峰避難小屋            |
|      | 赤兔山   | 1,628.63   | 三等「赤鬼山」        | 13.8                    | 赤兔避難小屋              |
|      | 野伏岳   | 1,674.26   | 三等「野伏」          | 16.2                    | 日本三百名山              |
|      | 經岳     | 1,625.16   | 二等「經岳」          | 18.1                    | 日本三百名山              |
|      | 大日岳   | 1,709.00   | 一等「大日岳」        | 18.1                    | 日本二百名山              |

### 主要峠
- ブナオ峠（日语：ブナオ峠） - 大獅子山與大門山之間的鞍部，富山縣道54號福光上平線（日语：富山県道54号福光上平線）
- 三俣峠 - 間名古頭北側的鞍部
- 杉峠 - 赤兔山與三之峰中間點附近的鞍部
- 小原峠 - 大長山（日语：大長山）與赤兔山之間的鞍部
- 谷峠（日语：谷峠） - 取立山（日语：取立山）西北方，國道157號（日语：国道157号）隧道（谷隧道）
- 橋立峠 - 野伏岳與小白山（おじろやま）之間的鞍部
- 檜峠 - 大日岳與毘沙門岳（日语：毘沙門岳）之間的鞍部，岐阜縣道314號石徹白前谷線（日语：岐阜県道314号石徹白前谷線）
- 油坂峠（日语：油坂峠） - 國道158號

### 主要河川
以下河川，除長良川流入伊勢灣，其他都流入日本海。
- 庄川（日语：庄川）
- 小矢部川（日语：小矢部川）
- 犀川（日语：犀川 (石川県)）
- 手取川
- 九頭龍川
- 長良川

## 越美山地
橫跨越前（福井縣）、美濃（岐阜縣美濃地方）的山地。又稱美濃越前山地、濃越山地。西接伊吹山地。越美山地最高峰為能鄉白山。

### 主要山岳
| 山容 | 山名     | 標高 （m） | 三角點等級與 基準點名 | 能鄉白山的 方位與距離（km） | 備註                        |
| ---- | -------- | ---------- | --------------------- | --------------------------- | --------------------------- |
|      | 荒島岳   | 1,523.37   | 一等「荒島山」        | 20.6                        | 日本百名山                  |
|      | 平家岳   | 1,441.50   | 二等「平家岳」        | 19.3                        |                             |
|      | 屏風山   | 1,354.08   | 二等「屏風山」        | 10.9                        |                             |
|      | 能鄉白山 | 1,617.37   | 一等「能鄉白山」      | 0                           | 越美山地最高峰 日本二百名山 |
|      | 冠山     | 1,256.57   | 三等「冠山」          | 9.7                         | 日本三百名山                |
|      | 三周岳   | 1,292.01   | 一等「三周岳」        | 21.2                        | 夜叉池                      |
|      | 三國岳   | 1,209      |                       | 24.0                        | 岐阜、福井、滋賀三縣縣界    |
|      | 高賀山   | 1,224.19   | 一等「高賀山」        | 32.8                        | 高賀三山                    |

### 主要峠
- 溫見峠（日语：温見峠） - 能鄉白山北方，國道157號
- 冠山峠（日语：冠山峠） - 金草岳（日语：金草岳）與冠山之間的鞍部，林道冠山線（日语：林道冠山線）
- 高倉峠（日语：高倉峠） - 笹峰與金草岳之間的鞍部，林道塚線（日语：林道塚線）

### 主要河川
以下河川分別流入日本海及伊勢灣。
- 九頭龍川
- 日野川（日语：日野川 (福井県)）
- 揖斐川